# KAPO Aviakompania
KAPO Aviakompania (russisch ЗАО КАПО Авиа) war eine russische Frachtfluggesellschaft mit Sitz in Kasan. Sie wurde 1991 gegründet und hatte mit Stand November 2013 sieben Flugzeuge.
- 4 Iljuschin Il-62
- 3 Tupolew-Tu-214 (wurden in Frachtflugzeuge umgebaut)

Zum Ende des Jahres 2015 wurde der Gesellschaft das Air Operator Certificate wegen grober Sicherheitsverstöße entzogen. Zuvor war am 3. Januar desselben Jahres eine Antonov An-26B während eines zu spät eingeleiteten Startabbruchs über die Bahn des Flughafens Magadan hinausgeraten. Die Besatzung hatte vor dem Start absichtlich Überprüfungen ausgelassen und dadurch das Nichtfunktionieren der Höhenruder erst bei hoher Geschwindigkeit bemerkt.